# أسقورديون سام
الأسقورديون السام (الاسم العلمي: Toxicoscordion) هو جنس من كاسيات البذور وينتمي لعائلة الزهور الحزمية، وصف لأول مرة بأنه من فصيلة الزهور الحزمية في عام 1903. ينتشر هذا الجنس بشكل رئيسي في الغرب الأوسط من الولايات المتحدة وغرب أمريكا الشمالية، مع بعض الأنواع في غرب كندا إلى شمال المكسيك.